# 소방

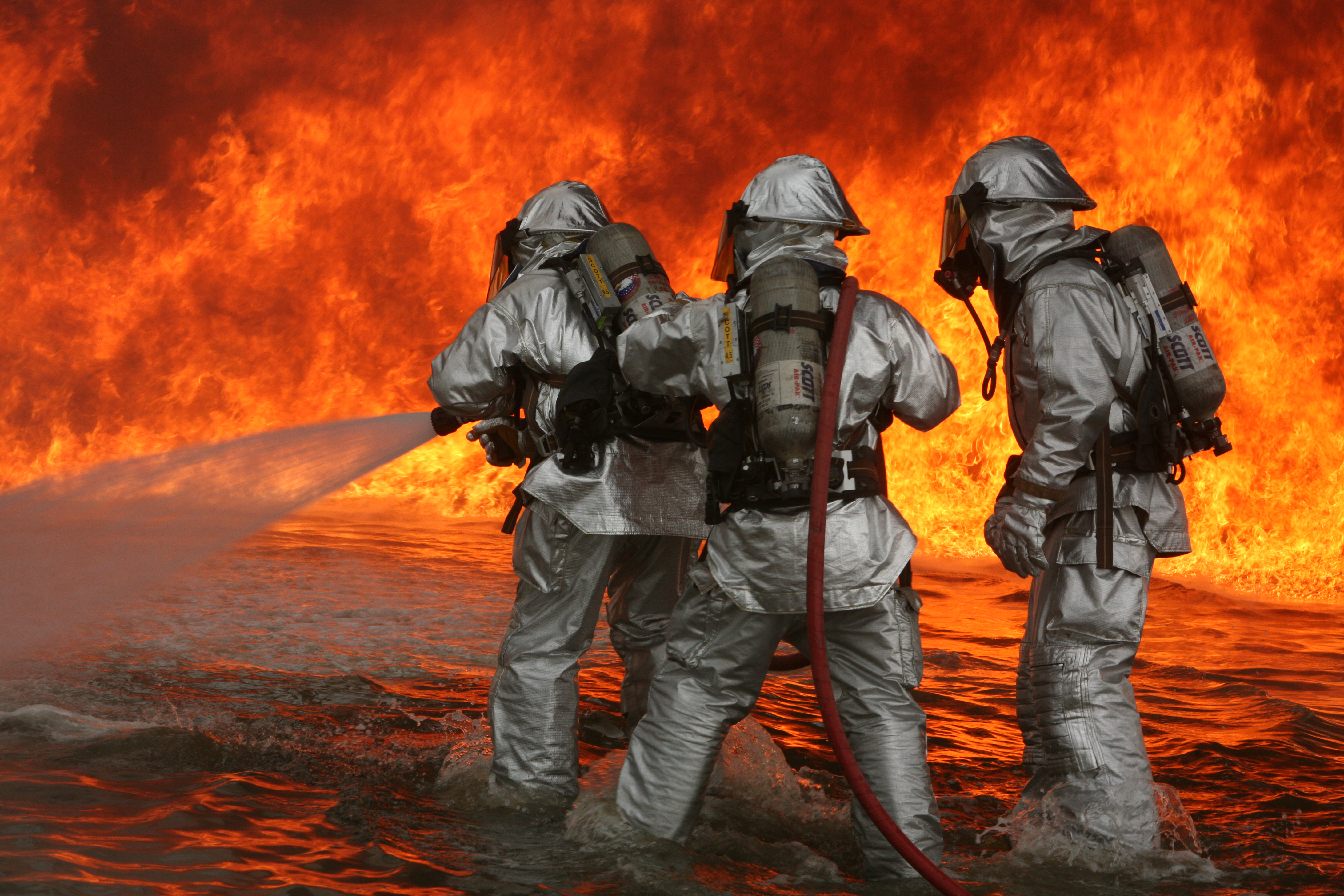
소방 훈련하는 미 해병대.

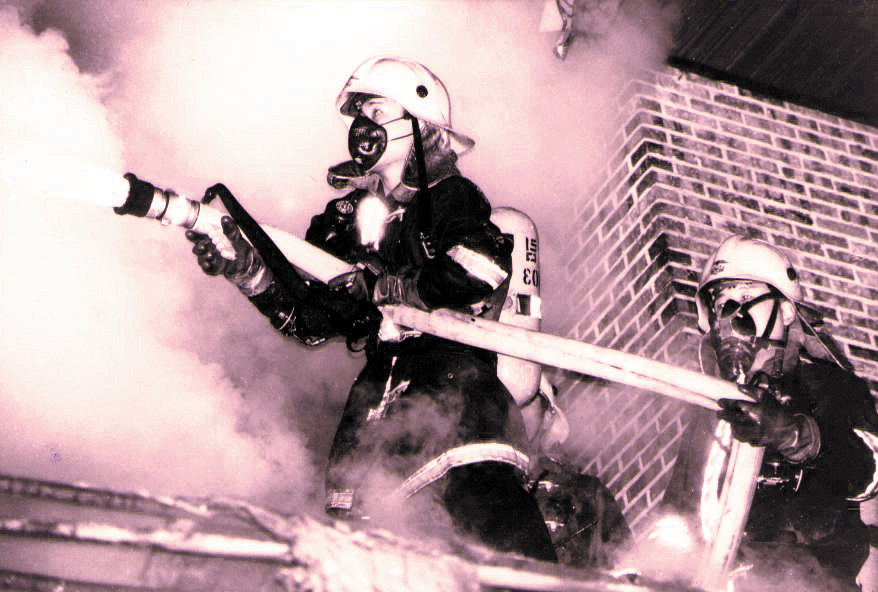
대한민국 소방대.

소방(消防)이란 소방관서에서 일상적으로 하는 업무로 화재를 예방․경계하거나 진압하고 그 밖의 소방활동, 즉 재난․재해 그 밖의 위급한 상황에서의 구조․구급활동 등을 통하여 국민의 생명․신체 및 재산을 보호하는 등의 소방활동을 말한다. 국가기능의 확대와 국민들의 소방서비스에 대한 수요가 증대됨에 따라 소방에 대한 영역이 확대 되어가는 추세에 있다. 소방의 활동범위가 다양화되고 국민의 소방에 대한 수요가 증가함에 따라 소방의 의미는 소방기관이 국민의 요구에 대한 재화(財貨)와 용역(用役)의 제공이라는 것과 소방의 인적․물적자원의 관리로 확대되었다. 이러한 관점에서 소방은 소방기본법에 따른 소방기관의 활동보다 각종 인위적 재난 및 자연적 재해 등과 연관된 확장된 업무까지도 포함되는 것으로 볼 수 있다. 소방은 사회의 기본조직 및 정상기능을 와해시키고, 지역사회가 외부의 도움 없이는 극복할 수 없고, 정상적인 능력으로는 처리할 수 없는 생명과 재산, 사회간접시설, 생활수단의 피해를 일으키는 단일 또는 일련의 사건을 해결하는 기능까지도 포함한다고 볼 수 있다.

## 역사
전문 소방기관에 대한 가장 오래된 기록은 알렉산드리아의 소방대와, 이를 모델로 고대 로마의 아우구스투스가 설립한 소방기관인 비질레스(Vigiles)가 있다. 비질레스가 설립되기 전까지 로마에서는 화재가 나면 개인이 진압을 해야만 했다.
기원전 3세기 알렉산드리아의 발명가인 크테시비우스는 피스톤 펌프를 제작하였다. 물이 관을따라 상승하면 내부의 공기를 압축하여 물이 파이프와 노즐을 통해 일정한 흐름으로 배출되도록 하는 구조였다.
16세기에 이르러서는 주사기 피스톤 방식으로 살수를 하기도 했으며, 17세기 암스테르담에서는 최초의 소방차가 발명되었다.
한반도에서는 고려시대에 최초로 국가차원의 소방정책인 금화제도가 수립되었다. 그러나 소방을 위한 전문 조직이 존재한 것은 아니고 각 관아의 관리자에게 화제 예방에 대한 책임을 부여하거나 방화를 할 경우 차등하여 벌을 주는등 정책적인 수준에 머물렀다. 조선시대에 이르러서는 세종 8년에 한양 대화재를 계기로 금화도감이 창설 되었으며, 후에 멸화군으로 개편된다. 그러나 인조 15년에 혁파되었다.

## 소방시설 및 설비
소방시설은 소방시설 설치 및 관리에 관한 법률 시행령 제3조 별표1에서 정한 설비로 화재가 발생하였을 때 이를 탐지하고 주위에 통보하는 시설, 불을 끄기 위한 시설, 소화에 필요한 물을 확보하기 위한 시설, 소방대의 활동을 돕기 위한 시설 등을 통틀어 일컫는 말이다. 대한민국에서는 소화설비, 경보설비, 피난설비, 소화용수설비, 소화활동설비로 구분한다. 소방설비라고도 한다.

### 소방복
소방복(消防服)은 소방관이 소방을 할 때 착용하는 복장이다. 넓은 의미로는 소방모와 소방두건, 소방화 및 소방장갑도 포함한다.
화재의 진압을 위해 소방을 할 때 불속에 뛰어들어야 하므로 소방하는 소방관들이 소방복은 물론 머리부위의 안전을 위하여 소방모와 소방두건을 착용하고 발부위를 보호하기 위하여 소방화를 착용하고 손부위를 보호하기 위하여 소방장갑을 착용하여야 한다.
또한 화재의 진압을 위한 소방 이외에 소방서 내에서 근무하는 소방관 및 소방행사등에 참가하는 소방관들이 착용하는 별도의 소방복도 있다.
소방복은 이를테면 예복, 정복, 근무복, 성하복, 작업복, 외투, 잠바, 우의, 방화복이 있다.

## 각국의 소방

### 영국
영국의 소방은 광역자치단체에서 담당하며, 국가단위의 소방은 영국 내무부 소방정책실에서 담당하며, 구급 업무는 국민 건강 서비스에서 담당한다.

### 독일
독일의 소방은 각 주에서 담당하며, 화재와 구조, 구급 업무를 모두 담당한다. 국가단위의 소방은 존재하지 않는다.

### 프랑스
프랑스의 소방은 국가단위와 광역단위가 혼재되어 있다. 파리시 지역의 경우 파리 소방 공병 여단이, 마르세유 시 주변은 해군 마르세유 소방 대대에서 담당하고, 그 외의 지역은 지방자치단체에서 담당한다.

## 같이 보기
- 소방차
- 소방관
- 소방서
- 소방관 계급
- 소방간부후보생
- 소방방재청
- 소방본부
- 대한민국의 소방
- 한국소방안전협회